# Hjalmar Brantingsgatan, Göteborg

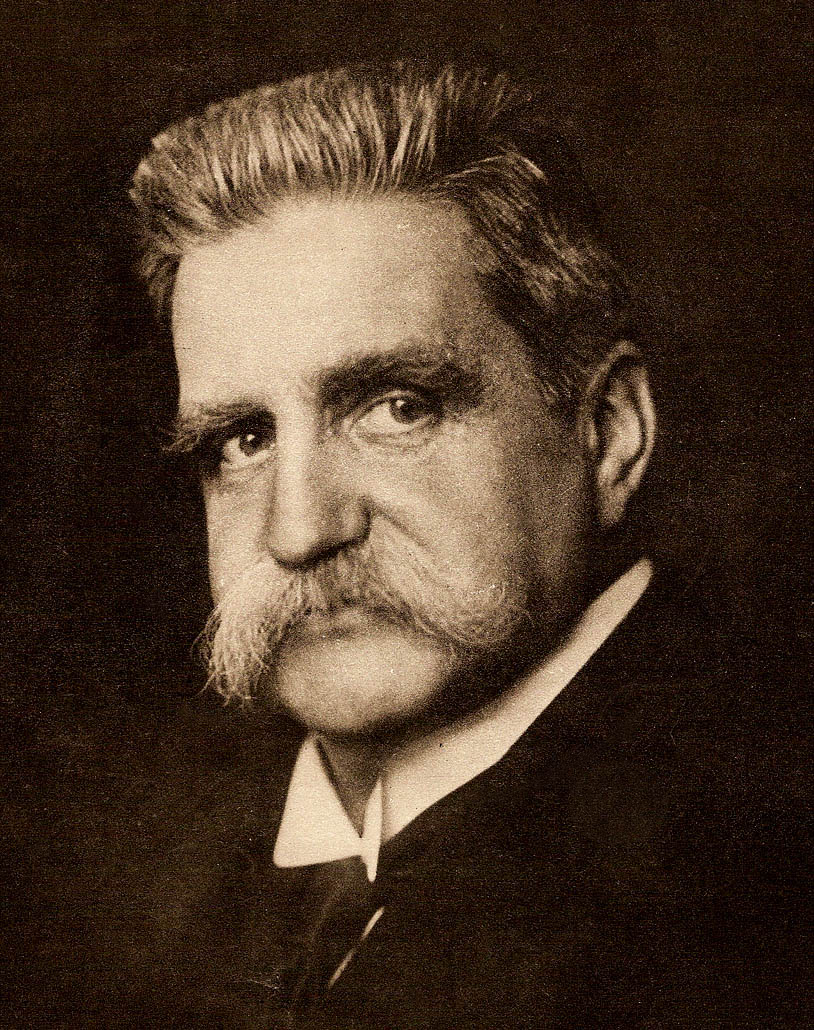
Hjalmar Branting (1860–1925).

Hjalmar Brantingsgatan är en närmare 4 400 meter lång gata i stadsdelarna Tingstadsvassen och Brämaregården i Göteborg och en av stadens längsta gator. På gatan, vid Frihamnen, ligger Göteborgs lägsta punkt, två meter under medelvattenytan. Den går från Hisingsbron till Vårväderstorget på Hisingen. Gatan är en av de viktigare genomfartslederna på Hisingen. Den passerar bland annat förbi Backaplan, ett av Göteborgs största köpcentra, Vågmästareplatsen, Wieselgrensplatsen som är stadsdelscentrum i Lundby, fotbollsarenan Bravida Arena (tidigare Rambergsvallen), Lundbybadet och Volvo Penta.
Hjalmar Brantingsgatan fick sitt namn 1939 till minne av statsministern Hjalmar Branting. Namnberedningen föreslog först Brantingsgatan. Gatan hette dels Försänkta gatan och dels, under åren 1922–1929 inom Brämaregården, Letsegatan efter hemmanet Lundby Letsegård.
Längs hela vägen kör spårvagnslinjerna 5, 6, 10 och 13, som utgör samtliga spårvagnslinjer ut på Hisingen. Två viktiga knutpunkter för kollektivtrafik, Hjalmar Brantingsplatsen och Eketrägatan, ligger utmed Hjalmar Brantingsgatan.